# 1806
1806 (MDCCCVI) fue un año común comenzado en miércoles según el calendario gregoriano.

## Acontecimientos
- 1 de enero: en Francia, Napoleón I deroga el calendario republicano ―establecido en la Revolución francesa (1789‑1799)― y restablece el gregoriano.
- 1 de enero: Napoleón I establece el Reino de Baviera.
- 10 de enero: en Ciudad del Cabo (Sudáfrica) los neerlandeses se rinden a los británicos.
- 24 de enero: en Madrid se estrena El sí de las niñas de Leandro Fernández de Moratín.
- 15 de febrero: en Francia, tras la reciente victoria de Napoleón en diciembre en la batalla de Austerlitz, se firma el Tratado de París, por el que Prusia se ve obligada a concertar una alianza ofensiva y defensiva con Francia.
- 15 de febrero: en la actual Italia, los ejércitos franceses entran en el Reino de Nápoles.
- 18 de febrero: en París se acuerda la construcción del Arco de Triunfo, en memoria del Ejército napoleónico.
- 1 de marzo: Maximiliano José I, rey de Baviera, instituye la «orden de Maximiliano José».
- 27 de abril: los españoles frustran un intento de desembarco en Puerto Cabello (Venezuela) por parte de Francisco de Miranda.
- 27 de junio: en el virreinato del Río de la Plata (colonia del Imperio español) los británicos perpetran la primera Invasión «inglesa» (sic, por «británicas») a Buenos Aires.
- 12 de julio: se reunieron en París dieciséis príncipes alemanes y firmaron el acta de la Confederación del Rin.
- 3 de agosto: Francisco de Miranda desembarca en La Vela de Coro en un segundo intento por invadir Venezuela, esta vez con ayuda británica.
- 6 de agosto: abdicación de Francisco II del trono imperial, disolución del Sacro Imperio Romano Germánico, formando la Confederación del Rin.
- 9 de agosto: las tropas invasoras de Francisco de Miranda se reembarcan y abandonan Venezuela al no encontrar apoyo popular para iniciar una revuelta en contra de los españoles.
- 12 de agosto: en el virreinato del Río de la Plata (colonia del Imperio español) ―en el marco de las Invasiones «inglesas»―, tropas al mando de Santiago de Liniers reconquistan Buenos Aires, expulsan a los invasores británicos y capturan su general, William Beresford.
- 14 de agosto: Francisco I de Austria decreta la supresión del Sacro Imperio Romano Germánico, para evitar que tras sus victorias militares Napoleón se apropiara del título y la legitimidad histórica que este conllevaba.
- 24 de octubre: en la actual Alemania, los ejércitos de Napoleón entran en Berlín.
- Octubre: en Sudáfrica, los británicos desalojan a los neerlandeses.
- 15 de diciembre: en el Instituto de Francia (París), los señores Berthollet y Lazare Carnot informan que Nicéphore Niépce (1765‑1833) ―que en 1824 será el inventor de la fotografía― y su hermano mayor Claude Niépce (1763‑1828) inventaron el pireolóforo, el primer motor de combustión interna del mundo, que en meses anteriores había impulsado con éxito un barco aguas arriba en el río Saona (en su ciudad natal de Chalon-sur-Saône).
- 18 de diciembre: en París, el Journal de l’Empire da la noticia «a los cuatro rincones del imperio», de que Nicéphore Niépce (32) y su hermano Claude Niépce (1763‑1828) inventaron el pireolóforo, el primer motor de combustión interna del mundo.

## Nacimientos
- 27 de enero: Juan Crisóstomo de Arriaga, compositor español (f. 1826).
- 6 de marzo: Elizabeth Browning, poetisa británica (f. 1861).
- 8 de marzo: Antonio María Esquivel, pintor español (f. 1857).
- 21 de marzo: Benito Juárez, presidente mexicano (f. 1872).
- 7 de abril: María Cristina de Borbón, aristócrata española (f. 1878).
- 9 de abril: Isambard Kingdom Brunel, ingeniero británico (f. 1859).
- 17 de mayo: Pascual Madoz Ibáñez, intelectual, político y escritor español (f. 1870).
- 20 de mayo: John Stuart Mill, filósofo, político y economista británico (f. 1873).
- 11 de julio: Benito Iriarte, escritor, médico y periodista chileno (f. 1875).
- 19 de julio: José de Obaldía, político Neogranadino (f. 1889).
- 19 de septiembre: Fabre Geffrard, político y militar haitiano (f. 1878).
- 3 de octubre: Oliver Cowdery, pedagogo y religioso mormón estadounidense (f. 1850).
- 20 de octubre: Juan Manuel Montalbán, jurista español (f. 1889).
- 22 de octubre: Hilario Lagos, militar argentino que participó en las guerras civiles de su país en el ejército federal argentino contra los unitarios de Buenos Aires (f. 1860).[1]
- 25 de octubre: Max Stirner, filósofo alemán (f. 1856).
- 2 de noviembre: Manuel de Araújo Porto-Alegre, poeta, dramaturgo, pintor, urbanista y diplomático brasileño (f. 1879).
- 27 de diciembre: Ramón Cabrera, militar español (f. 1877).

## Fallecimientos
- 30 de enero: Vicente Martín Soler, compositor español (n. 1754).
- 3 de febrero: Nicolás Edme Restif de la Bretonne, escritor francés (n. 1734).
- 30 de marzo: Georgiana Cavendish, noble británica (n. 1757).
- 10 de abril: Horatio Gates, general estadounidense (n. 1727).
- 3 de agosto: Michel Adanson, botánico francés (n. 1727).
- 25 de octubre: Benjamin Banneker, astrónomo estadounidense (n. 1731).
- Kitagawa Utamaro, pintor de estampas japonés (n. 1753).